# Stupoczky
Stupoczky (ukr. Ступочки) – wieś na Ukrainie, w obwodzie donieckim, w rejonie kramatorskim, w hromadzie Konstantynówka. W 2001 liczyła 89 mieszkańców.